# Archaeodictyna consecuta
Archaeodictyna consecuta – gatunek pająka z rodziny ciemieńcowatych.
Gatunek ten opisany został po raz pierwszy w 1872 roku przez Octaviusa Pickarda-Cambridge’a jako Dictyna consecuta. Do rodzaju Archaeodictyna przeniósł go w 1967 roku Pekka Lehtinen.
Samce osiągają od 2 do 2,4, a samice od 2,3 do 4 mm długości ciała. Ubarwienie karapaksu jest ciemnobrązowe do prawie czarnego z ciemnymi rozchodzącymi się promieniście paskami i pięcioma rzędami białych włosków w części głowowej. Brązowe szczękoczułki mają u samca wklęśnięte środkowe części brzegów wewnętrznych. Sternum ma kolor brązowy, a odnóża żółtawobrązowy. Opistosoma (odwłok) ma wierzch ciemnobrązowy do prawie czarnego z ciemnym pasem pośrodku przodu i ciemnymi szewronami z tyłu.
Nogogłaszczki samca mają golenie z dwoma apofizami w części odsiebnej oraz z ctenidium, które ma dwa małe ząbki na stożkowatym wyrostku w części nasadowej. Embolus bierze początek u nasady bulbusa i zawraca wokół niego. Zwrócony szczytem ku goleni konduktor ma małą jamkę u nasady i ostrogę o krótkim szczycie. Samica ma płytkę płciową o dużych przedsionkach oddzielonych wąską przegrodą i silnie rozbieżnych tylnych krawędziach beleczki środkowej. Przewody kopulacyjne są krótkie i wąskie, a kształt dużych zbiorników nasiennych jest w profilu kwadratowy.
Pająk znany z Portugalii, Hiszpanii, Francji, Niemiec, Szwecji, Norwegii, Finlandii, Szwajcarii, Austrii, Włoch, Litwy, Polski, Czech, Słowacji, Węgier, Białorusi, Ukrainy, Mołdawii, Rumunii, Bułgarii, Grecji, Rosji, Gruzji, Azerbejdżanu, Azji Środkowej i Chin. Zasiedla miejsca nasłonecznione, jak łąki i wrzosowiska. Bytuje na niskich roślinach. Dojrzałe osobniki spotyka się od maja do sierpnia.